# 馬德灃
馬德灃 （1580年—1618年），字以容，别號澹真，浙江嘉興府平湖縣人。明朝東林黨政治人物。

## 生平
万历二十二年甲午科浙江乡试第五十二名举人，三十五年（1607年）丁未科三甲二十三名进士，大理寺观政，授寧國府學教授，迁國子監博士，官至刑部主事、员外、郎中。万历四十三年参与审理梃击案主犯张差，事连郑贵妃之弟郑国泰，刑部郎中胡士相主笔，踌躇不敢下。郎中马德灃趣之，员外郎劳永嘉复以为难。刑部员外郎陆梦龙坚持，狱乃具。给事中何士晋遂疏诋郑国泰，万历帝於是毙内侍庞保、刘成於内，而弃差市。万历四十五年丁巳京察，马德沣被免职。寻以拟御史刘光复罪，忤旨降级调外，扁舟就道，卒于真州。天启元年，追赠太常寺少卿

## 家族
曾祖馬瑀，赠中憲大夫按察司副使。祖父馬千里，封文林郎知县。父马维铭，万历八年进士，官兵部职方司主事。本生父马维鉉，训导。母黄氏，封孺人。本生母潘氏。継母钱氏。慈侍下。兄德澄。弟德澍。

## 引用
1. ↑  《萬曆三十五年丁未科进士三代履历》：馬德灃，澹真，書一房，庚辰五月二十一日生。具庆下。平湖人，甲午乡式五十二名，會式一百七十二名，三甲二十三名。大理寺政，改宁国府授，己酉升助教，辛亥升刑部主事，升员外，升郎中，乙卯张差，欽降候旨，戊午卒。辛酉贈太常寺少卿。
2. ↑  天启元年，赠原任刑部广东司郎中马德灃为太常寺少卿，为国本奉法蒙辜也。
3. ↑  《寧國府志》：馬德灃字以容，平湖人。萬曆丁未進士，授寧郡教授。梓其父《檢身教家二箴》，躬行傳說，為諸生先。歲時勤課于貧窶者，捐俸給之。遷國子博士，歷官刑部郎中。卒贈太常少卿。